# RATP MI 09
Het MI 09 materieel is een type elektrisch dubbeldekkermaterieel van het Parijse vervoerbedrijf RATP, dat uitsluitend gebruikt wordt op Lijn A van de RER. De treinen zijn besteld om de MI 84 treinstellen, die niet de capaciteit bieden die nodig is op de RER A, af te lossen. In een later stadium zouden ook de MS 61 treinstellen, en in het uiterste geval de Altéo treinstellen, door dit type trein buiten dienst gesteld kunnen worden.

## Levering
De eerste 30 treinstellen werden op 26 juni 2008 besteld, bij een consortium van Alstom en Bombardier. Het STIF koos voor deze leveranciers vanwege het feit dat zij ook de serie MI 2N gebouwd had. De eerste treinstellen van deze serie werd op 5 december 2011 in dienst gesteld
Op 29 juni 2012 werd bekendgemaakt dat een tweede serie besteld zou worden, bestaande uit 70 treinstellen. Uiteindelijk werden in totaal 140 stellen besteld waarvan de leveringen in 2017 werden afgerond.